# Evangelische kerk De Pijler
 Evangelische kerk De Pijler is een evangelische gemeente in de Nederlandse plaats Lelystad (provincie Flevoland). 

## Geschiedenis
In 1977 startte voorganger Gerard Langhenkel een gemeente in Lelystad. In 1979 besloot men een eigen kerkgebouw te gaan gebruiken, De Ark. Vanwege een gestage groei van het aantal bezoekers week ze in 2000 uit naar gebouw De Pijler met 1.047 zitplaatsen. De organisatie baseerde zijn kerkdiensten op het gemeenteconcept van de Amerikaanse Willow Creek Community Church, opgericht door Bill Hybels.
In 2007 brak de kerk met voorganger-oprichter Gerard Langhenkel en werd er een nieuwe voorganger benoemd. Langhenkel begon daarop een nieuwe gemeente, de evangelische gemeente Nehemia. In 2010 werd Kees van Velzen, voorheen werkzaam bij de Evangelische Omroep, aangesteld als voorganger van De Pijler.
In 2017 bezochten wekelijks gemiddeld 1100 personen de diensten.